# نهر جيلاي
نهر جيلاي (بالملايوية: Sungai Jelai)‏ هو نهر يقع في ولاية فهغ في ماليزيا. طوله 97.14 كيلومتر.